# إيمي نيومان
إيمي نيومان (بالإنجليزية: Amy Newman)‏ هي كاتِبة وشاعرة أمريكية، ولدت في 1957.